# Cristiano Parrinello
Cristiano Parrinello (Vigevano, 28 mei 1978) is een Italiaans voormalig professioneel wielrenner.

## Belangrijkste overwinningen
2000
- Milaan-Busseto
- 4e etappe Flèche du Sud